# Telebasis filiola
Telebasis filiola – gatunek ważki z rodziny łątkowatych (Coenagrionidae). Występuje na terenie Ameryki Południowej i Ameryki Środkowej.